# Магнус Нигрен
Магнус Нигрен (швед. Magnus Nygren; рођен 7. јуна 1990. у Карлстаду, Шведска) професионални је шведски хокејаш на леду који игра на позицији одбрамбеног играча.
Нигрен је прве хокејашке кораке направио у школи хокеја екипе Ферјестада у којој је прошао све млађе селекције, док је прву професионалну утакмицу одиграо као позајмељен играч у дресу друголигаша Скореа. У првом тиму Ферјестада усталио се у сезони 2011/12. током које је на укупно 60 одиграних утакмица остварио учинак од 9 голова и 11 асистенција. Пре почетка те сезоне учествовао је на улазном драфту НХЛ лиге где га је у 4. рунди као 113. пика одабрала екипа Монтреал Канадијанса. Пошто је и наредне две сезоне провео у редовима Ферјестада крајем маја 2013. потписао је двогодишњи уговор са екипом Канадијанса.
Сезону 2013/14. започиње у АХЛ лигашу Хамилтон Булдогсима (филијала Канадијанса), али је након свега 16 одиграних утакмица враћен у Шведску где је до краја сезоне позајмљен екипи Ферјестада. Поменуту сезону окончао је сребрном медаљом СХЛ лиге, а уврштен је и у идеалну поставу шампионата. 
У сезони 2012/13. проглашен за најбољег одбрамбеног играча шведске лиге. 
Први важнији наступ за сениорску репрезентацију Шведске остварио је на Светском првенству 2014. играном у Минску. На том такмичењу Шведска је освојила бронзану медаљу, а Нигрен је на 10 одиграних утакмица остварио учинак од 1 гола и 4 асистенције.